# سایمن فیشر ترنر
سایمن فیشر ترنر (انگلیسی: Simon Fisher Turner؛ زادهٔ ۲۱ نوامبر ۱۹۵۴) یک نوازنده ترانه‌سرا آهنگ‌ساز تهیه‌کننده هنرپیشه اهل انگلستان است.
از فیلم‌ها یا برنامه‌های تلویزیونی که وی موسیقی متن آنها را ساخته است می‌توان به کاراواجو، پایان رابطه و کارت‌پخش‌کن اشاره کرد.